# Arco di Caracalla (Djémila)

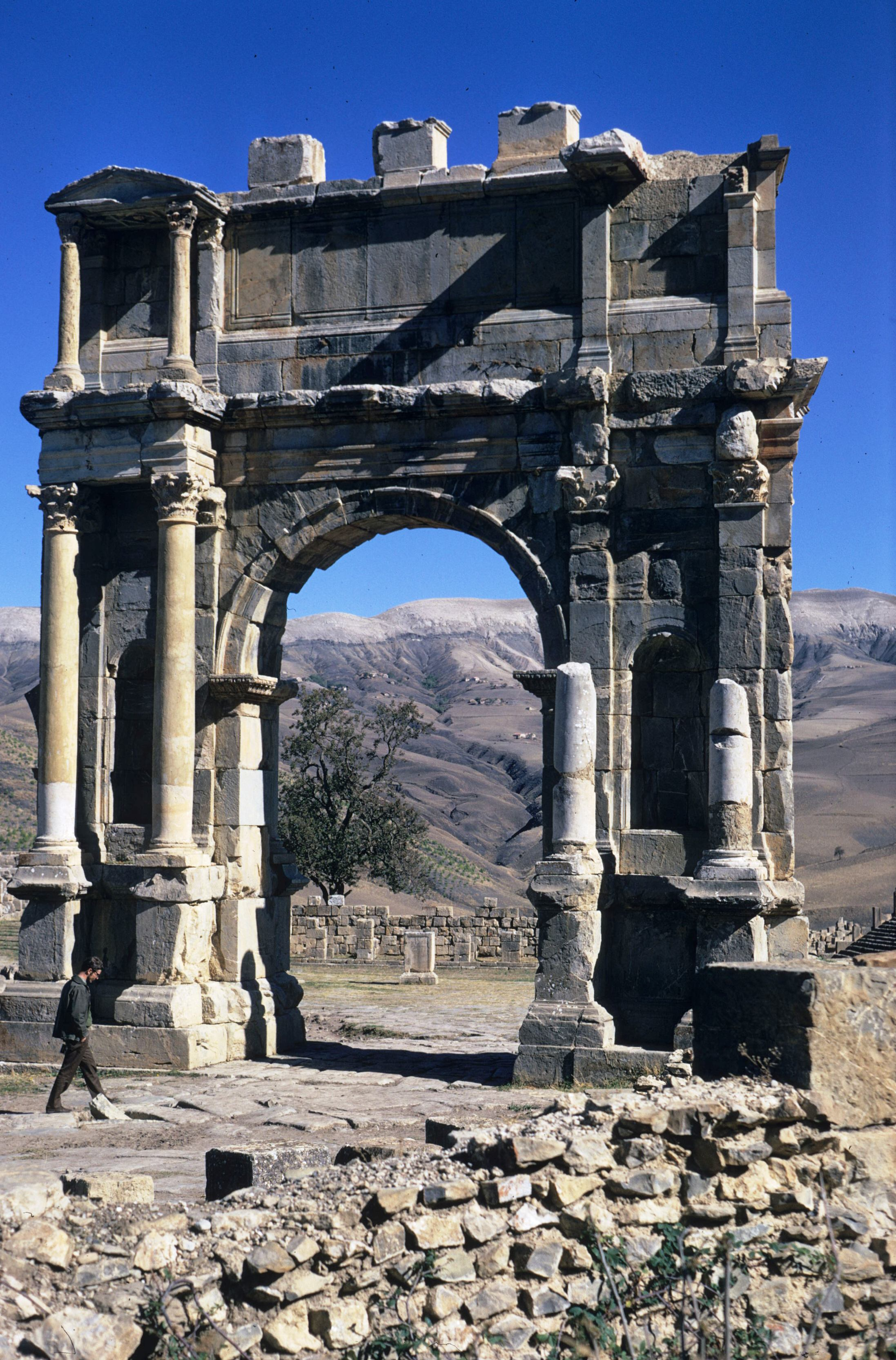
L'arco di Caracalla a Djemila

L'arco di Caracalla  è un arco romano degli inizi del III, situato a Cuicul, l'antica città romana oggi Djémila in Algeria.
L'arco, a un solo fornice, si trovava sulla via proveniente da Sitifis e costituiva l'accesso al Foro severiano della città.

## Storia
L'arco venne eretto nel 216 in onore dell'imperatore Caracalla, di sua madre, Giulia Domna, e di suo padre, già defunto, Settimio Severo.
Nel 1839 il duca Ferdinando Filippo d'Orléans lo vide in occasione di una spedizione e progettò di farlo trasportare a Parigi, dove sarebbe stato eretto con l'iscrizione "L'armata d'Africa alla Francia". Dopo la sua morte, nel 1842, il progetto, ormai pronto per essere realizzato, venne abbandonato.
L'arco, insieme all'intero sito archeologico di Djemila, è stato inserito dal 1982 nella lista dei Patrimoni dell'umanità dell'UNESCO

## Descrizione
L'arco, a un solo fornice, raggiunge un'altezza di 12,5 m, una larghezza di 11,60 m e una profondità di 3,90 m.
Su entrambi i lati del fornice, sui piloni. sono presenti delle nicchie, inquadrate da coppie di colonne corinzie su piedistallo, con fusti lisci, distaccate da parete. La loro trabeazione è sormontata a sua volta da una piccola edicola con frontone in corrispondenza dell'attico.
Al di sopra dell'attico tre basamenti sorreggevano in origine le statue dei membri della famiglia imperiale.